# Lenka Wienerová
Lenka Wienerová (* 23. dubna 1988, Košice, Československo) je slovenská profesionální tenistka. Dosud vyhrála v rámci série IFT 7 turnajů ve dvouhře a 2 ve čtyřhře, žádný pak na okruhu WTA. Mezinárodní tenisová federace jí vyhlásila nejlepší hráčkou okruhu ITF za srpen 2008. Na žebříčku WTA byla nejvýše klasifikovaná ve dvouhře na 128. místě (10. srpen 2009).

## Turnajová vítězství na okruhu ITF - dvouhra (8)
1. 2006 - Bol
2. 2007 - Staré Splavy
3. 2007 - Alkmaar
4. 2007 - Koksijd
5. 2008 - Paliči (dotace 50 000 USD)
6. 2008 - Katovice (dotace 25 000 USD)
7. 2008 - Rousse (dotace 25 000 USD)
8. 2009 - YSTAD (dotace 25 000 USD)